# Bygningsdelsbeskrivelse
Bygningsdelsbeskrivelser benyttes inden for byggeri, ejendomsadministration og bygningningsvedligehold. Ved bygningsdelsbeskrivelse gennemgås de forskellige dele af bygningerne, med hensyn til deres opbygning og materialebestanddele. Man opnår derved en kravsspecifikation på bygningen, og det giver efterfølgende mulighed for en tilstandsvurdering og en vedligeholdelsesplan.
En bygningsdelsbeskrivelse er defineret af MOLIO (tidligere: BIPS) og beskrevet i publikation B1000.
BIPS beskrivelsesværktøj er en fælles national de facto standard for strukturen og indholdet af de beskrivelser, der knytter sig til en byggesag. 
Der vil typisk indgå en eller flere bygningsdelsbeskrivelser i hver arbejdsbeskrivelse. 
Bygningsdelsbeskrivelser blev tidligere typisk udarbejdet i MS Word af arkitekter, bygningskonstruktører og ingeniører, men i dag findes der andet software til at gøre processen smartere og bl.a. integrere med resten af projekt/udbudsmaterialet.  